# Bêtes de télé
Bêtes de télé (Jim Henson's Animal Show) est une série télévisée américaine pour la jeunesse en 65 épisodes de 22 minutes diffusée à partir du 3 octobre 1994 sur Fox Kids.
Au Québec, elle a été diffusée à partir du 2 septembre 1996 sur Canal Famille, et en France à partir du 1996 sur Canal J et 16 septembre 1998 sur La Cinquième.

## Synopsis
Destinée aux jeunes enfants, l'émission présentée par des marionnettes, Edgar, un ours polaire, et Folichon, une mouffette, reçoit des animaux sauvages sur son plateau de télévision, qui viennent pour raconter leur vie dans la nature, avec des extraits d'images de documentaires.